# Rossers sats
Rossers teorem är inom talteori ett teorem som bevisades 1938 av J. Barkley Rosser.
Låt pn vara det nte primtalet. Då gäller för n ≥ 1
{\displaystyle p_{n}>n\cdot \ln n.}
Resultatet har senare förbättrats till
{\displaystyle p_{n}>n\cdot (\ln n+\ln(\ln n)-1).} (Havil 2003)